# Мусоке, Кинту
Кинту Мусоке (англ. Kintu Musoke; род. 5 августа 1938, Масака, Центральная область) — государственный и политический деятель Уганды. Близкий соратник президента Уганды Йовери Мусевени. C 18 ноября 1994 по 5 апреля 1999 года занимал пост премьер-министра Уганды. Позже был назначен главой целевой группы по борьбе со СПИДом в Уганде. Также является советником президента Уганды.

## Биография
Родился 8 мая 1938 года в округе Масака в семье Яфиси Кинту и Эсезы Насивы. Посещал школу англиканской церкви для коренных жителей Кабунго и начальную школу Бувере, а затем перешёл в Королевский колледж Будо. Имеет степень бакалавра гуманитарных наук в области политологии, философии и журналистики, полученную в Делийском университете в Индии.
После окончания университета в 1963 году вернулся в Уганду и занялся политикой в качестве агитатора молодежи от Угандийского народного конгресса. В 1965 году был исключен из партии вместе с другими членами фракции, возглавляемой генеральным секретарем Угандийского народного конгресса Джоном Каконге. Затем воздерживался от политики до 1980 года, когда стал участвовать в формировании Угандийского патриотического движения, которое со временем превратилось в Национальное движение сопротивления Уганды. В течение своей жизни работал в нескольких газетах, включая: «Uganda Eyogera», «Uganda Argus», «The African Pilot» и «Weekly Topic».